# Монфумо
Монфумо (итал. Monfumo) је насеље у Италији у округу Тревизо, региону Венето.
Према процени из 2011. у насељу је живело 187 становника. Насеље се налази на надморској висини од 195 м.

## Становништво
Према резултатима пописа становништва 2011. у општини је живело 1.442 становника.
| 1951. | 1961. | 1971. | 1981. | 1991. | 2001. | 2011. |
| ----- | ----- | ----- | ----- | ----- | ----- | ----- |
| 1.711 | 1.403 | 1.200 | 1.329 | 1.381 | 1.428 | 1.442 |